# Will Osborne
Will Osborne (Canada, 25 november 1905 – Los Angeles, 22 oktober 1981) was een uit Canada afkomstige Amerikaanse jazzdrummer, -zanger en orkestleider op het gebied van swing en populaire muziek. Osborne kwam uit een Schotse adellijke familie, zijn vader zou een Lord Oliphant zijn.

## Biografie
In 1924 formeerde hij zijn eerste dansband de Speakeasys in New York, die vooral in de fluisterpubs van die tijd verscheen. Na een paar maanden kreeg hij de kans om een langere periode aan de slag te gaan bij de Kentucky Club, waar het Duke Ellington Orchestra eerder had opgetreden. Met zijn opnamen voor Columbia Records, Banner Records, Mellotone, Perfect Records, Decca Records, Varsity, Black & White en de radio-opnamen van hun optredens, werd de Will Osborne Band al snel een landelijke attractie. Halverwege de jaren 1930 creëerde Osborne een eigenzinnige stijl met vier trombones, die in kartonnen megafoons bliezen, zoals in Listen To The Glissin voor Decca Records uit 1936 met Osborne als zanger. Destijds noemden ze zichzelf Will Osborne & His Slide Music. De bandleider, die door zijn trombonegeluid vaak werd aangezien voor een trombonist, ontwikkelde als bandzanger een typische crooner-stijl. Eind jaren 1930 gingen ze op tournee naar de westkust van de Verenigde Staten en maakten gastoptredens o.a. in de Palomar Ballroom in Los Angeles. Osborne vestigde zich daar halverwege de jaren 1940 van de twintigste eeuw en was - zoals vele andere bandleiders - bij tal van optredens in films zoals de Warner Bros. en Paramount Pictures, evenals in de radioshow van Abbott en Costello. Will Osborne verscheen in de muziekfilm Blues in the Night in 1941, de Abbott- en Costello-film In Society in 1944 en Swing Parade in 1946.

## Discografie
- 1936: Uncollected Will Osborne & His Orchestra (Hindsight)

- Bibliothèque nationale de France: cb13898128d (data)
- Gemeinsame Normdatei: 11916177X
- International Standard Name Identifier: 0000 0000 7365 3134
- Library of Congress Control Number: n84145389
- MusicBrainz: 162b51ed-9a35-4d09-9992-4e0982fa687e
- Système universitaire de documentation: 156480050
- Virtual International Authority File: 37102989
- WorldCat: E39PBJrwXKjb9GQVg6jXRQWxDq